# Eulepidotis serpentifera
Eulepidotis serpentifera là một loài bướm đêm trong họ Erebidae.